# 南みゆか
南 みゆか（みなみ みゆか、2005年〈平成17年〉10月10日 - ）は、日本のグラビアアイドル、女性アイドル。アイドルグループO2のメンバーであり、OS☆Kの元メンバー。三重県出身。エックスホールディングス所属。愛称は「みなみん」。

## 略歴
もともとアイドルが好きで、AKB48や乃木坂46に憧れていた。中学3年の終わりに自分もアイドルになりたいと思うようになり、家族に相談すると「自分がやりたいことならやってみたら？」と応援してくれたことからオーディションに応募して合格し、アイドルグループ・OS☆Uの妹ユニット・OS☆Kのメンバーとして活動を始める。
2021年11月、青年漫画雑誌『週刊ヤングマガジン』（講談社）49号に初のグラビアが掲載される。
2022年7月25日、男性向け週刊誌『週刊プレイボーイ』（集英社）32号の巻中グラビアを15ページに渡って飾ったほか、オフィシャルファンクラブが開設される。同年8月、ファッション雑誌『Popteen』のレギュラーモデルになることが決定する。9月23日、三重県警察の津警察署に一日警察署長を委嘱され、「秋の全国交通安全運動」のイベントに参加する。
2023年4月29日、OS☆Kからの選抜グループ「O2」のメンバーに選ばれたことが発表される。また、同グループへの加入に伴いOS☆Kとしての活動を終了する。
2024年7月5日、1st写真集『南風』（秋田書店）が発売され、即日重版が決定する。また、同写真集のデジタル版に加え、そのアザーカットで構成されたデジタル写真集『南風〜SWEET 甘口〜』『南風〜SPICY 辛口〜』も同時発売される。
2025年1月18日、ゴルフ専門誌『ゴルフダイジェスト』（ゴルフダイジェスト社）のアンバサダーに就任し、同誌のYouTube番組『ゴルフ推し勝 初心者100切り計画〜アイドル・南みゆかの場合〜』にレギュラー出演する。芸能活動への意欲からも、1年間でスコアを100切れるよう特訓に励む。

## 人物
- 知名度を上げるためにはどうしたらいいかと考えた結果、グラビア活動の開始を決断した[19]。
- 「ヘチマみたいなウエスト」がアピールポイント[20]。
- 高校は通信制に通っていた[21]。2024年3月卒業[22]。1年までは普通の全日制に通っていたが、グラビア活動が人気を得て学校に知られてからは居心地が悪くなったうえ、それまで以上に忙しさが増して勉強も追いつけなくなってしまい、2年からは通信制に切り替えた結果、仕事やレッスンも両立しやすくなり、無事に卒業できたという[23][24]。

## 書籍

### 写真集
- 南風（2024年7月5日、秋田書店、撮影：藤本和典） ISBN 978-4253011266[25][26]

### デジタル写真集
- 16歳 おっとりなカイブツ（2022年1月31日、集英社［週プレ PHOTO BOOK］、撮影：小塚毅之）[27]
- グラビアちゃんはバズりたい①（2022年3月15日、講談社［ヤンマガデジタル写真集］、撮影：Takeo Dec.）[28]
- グラビアちゃんはバズりたい②（2022年3月15日、講談社［ヤンマガデジタル写真集］、撮影：Takeo Dec.）[29]
- グラビアちゃんはバズりたい③（2022年3月15日、講談社［ヤンマガデジタル写真集］、撮影：Takeo Dec.）[30]
- グラビアちゃんはバズりたい④（2022年3月15日、講談社［ヤンマガデジタル写真集］、撮影：Takeo Dec.）[31]
- グラビアちゃんはバズりたい①〜④＜140枚完全版＞（2022年3月15日、講談社［ヤンマガデジタル写真集］、撮影：Takeo Dec.）[32]
- ビキニのシンデレラ（2022年4月15日、講談社［FRIDAYデジタル写真集］、撮影：LUCKMAN）[33]
- 妹は、かまってちゃん。（2022年5月1日、秋田書店［ヤングチャンピオンデジグラ］）
- ヤンマガアザーっす！＜YM2022年11号未公開カット＞（2022年5月27日、講談社［ヤンマガデジタル写真集］、撮影：Takeo Dec.）[34]
- ヤンマガアザーっす！＜YM2022年28号未公開カット＞（2022年9月2日、講談社［ヤンマガデジタル写真集］、撮影：Takeo Dec.）[35]
- 羽化するホンモノ、17歳。（2023年4月3日、集英社［週プレ PHOTO BOOK］、撮影：田口まき）[36]
- ヤンマガアザーっす！＜YM2023年13号未公開カット＞（2023年5月5日、講談社［ヤンマガデジタル写真集］、撮影：Takeo Dec.）[37]
- もぎたてジューシー（2023年6月23日、講談社［FRIDAYデジタル写真集］、撮影：LUCKMAN）[38]
- 一緒に旅しよう（2023年9月26日、光文社［FLASHデジタル写真集］、撮影：佐藤佑一）[39]
- ヤンマガアザーっす！＜YM2023年42号未公開カット＞（2023年11月10日、講談社［ヤンマガデジタル写真集］、撮影：前康輔）[40]
- 冬が終わるまでのこと。（2024年2月16日、主婦の友社［STRiKE! DIGITAL PHOTOBOOK 046］、撮影：横山マサト）[41]
- 青春とマフラーと（2024年2月29日、KADOKAWA［Gテレデジタル！］）[42]
- 青春からの卒業（2024年3月1日、秋田書店［ヤングチャンピオンデジグラ］）
- あふれるきもち 大ボリューム完全版（2024年3月15日、講談社［FRIDAYデジタル写真集］、撮影：佐藤裕之）[43]
- 【グラビア文学館】 赤い蝋燭と人魚（2024年3月22日、講談社［週刊現代デジタル写真集］、撮影：鈴木ゴータ）[44]
- ヤンマガアザーっす！＜YM2024年17号未公開カット＞（2024年5月10日、講談社［ヤンマガデジタル写真集］、撮影：Takeo Dec.）[45]
- HEAVENS GATE（2024年5月10日、白夜書房［BRODYデジタル写真集］、撮影：田畑竜三郎）[46]
- 南風〜SWEET 甘口〜（2024年7月5日、秋田書店、撮影：藤本和典）[16]
- 南風〜SPICY 辛口〜（2024年7月5日、秋田書店、撮影：藤本和典）[16]
- DIVE into 夏。（2024年8月26日、集英社［週プレ PHOTO BOOK］、撮影：小塚毅之）[47]
- グラビアプリンセス（2024年9月3日、双葉社［漫画アクションデジタル写真集］、撮影：HIROKAZU）[48]
- シュークリームボディ（2024年9月13日、扶桑社［SPA!デジタル写真集］、撮影：鈴木ゴータ）[49]
- 気まぐれな果実（2024年10月9日、ワン・パブリッシング［BOMBデジタル写真集］、撮影：矢西誠二）[50]
- 夏も終わるから……（2024年10月15日、講談社［週刊現代デジタル写真集］、撮影：松田忠雄）[51]
- 未来に咲く自分へ。（2025年2月20日、双葉社［EX大衆デジタル写真集］、撮影：小池伸一郎）[52]
- 背伸びのシかた。（2025年6月23日、集英社［週プレ PHOTO BOOK］、撮影：青山裕企）[53]

### カレンダー
- 南みゆかカレンダーブック 2024.04〜2025.03（2024年3月1日、秋田書店、撮影：HIROKAZU） ISBN 978-4253011235[54]

## 出演

### テレビ
- 石田靖とぶらりで笑〈2024年7月1日・16日、ZTVコミュニティチャンネル）[55][56][57]

### ミュージックビデオ
- LGYankees「Because... (15th anniversary version)」（2023年11月29日リリース）

### イベント
- 三重県警察津警察署 一日警察署長（2022年9月23日）[13]

### YouTube
- ゴルフ推し勝 初心者100切り計画〜アイドル・南みゆかの場合〜（2025年1月18日 - 、ゴルフダイジェスト社）[17]